# Acacia multisiliqua
Acacia multisiliqua — вид квіткових рослин з родини бобових. Ареал: Австралія (Північна територія, Квінсленд, Західна Австралія).

## Середовище
Вид зазвичай розташований на скелястих або кам'янистих схилах, що ростуть в алювію або на пісковику чи ґрунтах, що складаються з латериту, у більш сухих районах його зазвичай можна знайти як частину відкритих лісових спільнот.

## Біоморфологічна характеристика
Це кущ або тонке дерево зазвичай досягає висоти від 1 до 5 метрів, яке має звичку розпростертися на відкритому узбережжі. Шкірясті та вічнозелені філодії мають довгасто-еліптичну або вузькоеліптичну форму, яка зазвичай трохи вигнута. Філодії мають довжину від 3 до 7 см і ширину від 4 до 10 мм і мають від однієї до трьох поздовжніх головних жилок з кількома іншими, більш неясними. Цвіте з лютого по серпень і дає жовті квітки. Прості суцвіття представлені у вигляді кулястих головок діаметром від 4 до 6 мм, які містять від 25 до 40 квіток золотистого кольору. Стручки є лінійними, але підняті та стиснуті між кожним із насіння. Стручки мають довжину до 6,5 см і ширину від 3 до 7 мм. Матово-чорне насіння всередині має від еліптичної до видовжено-еліптичної форми завдовжки від 4,5 до 5,5 мм.